# RD-119

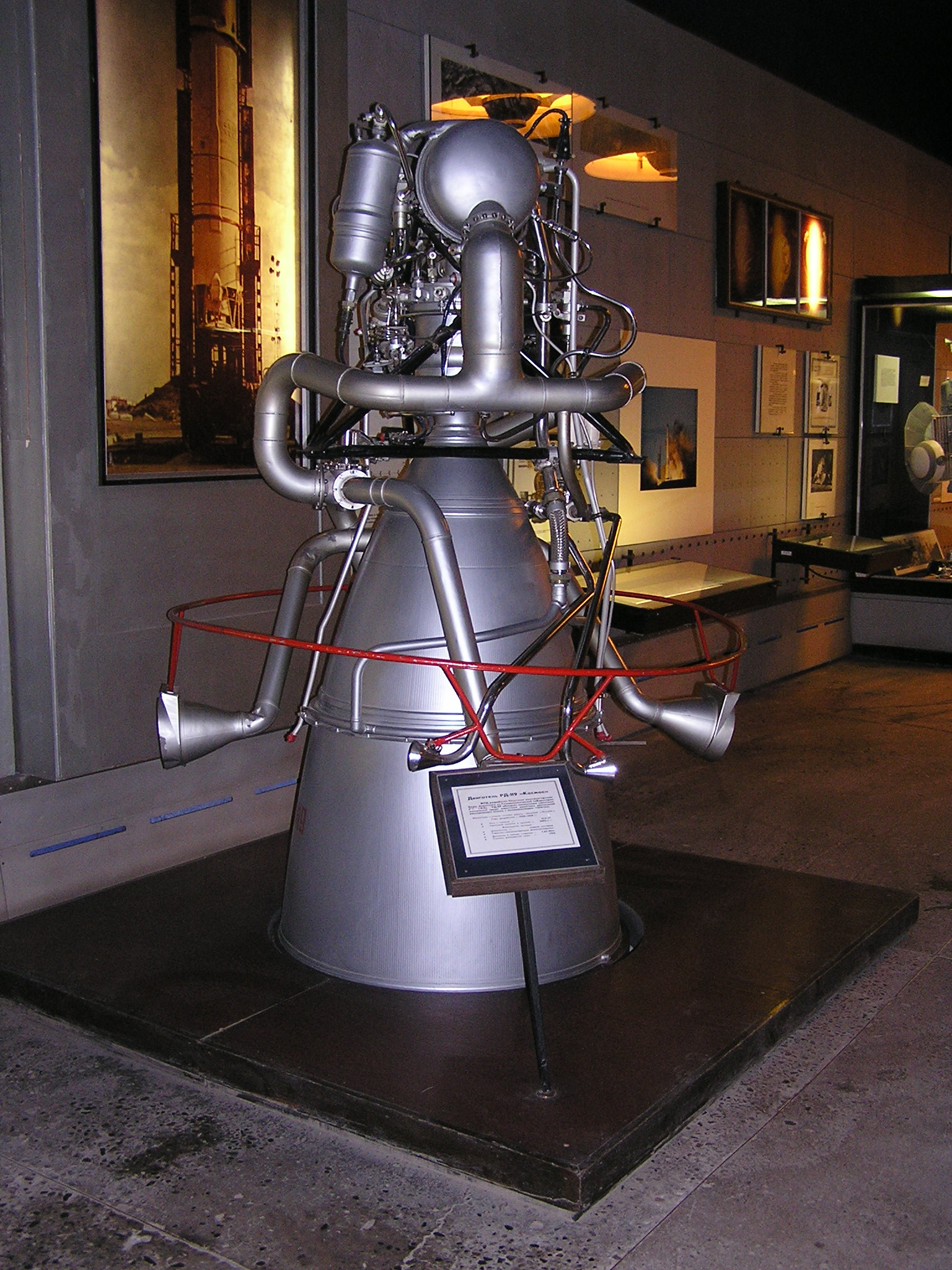
RD-119

Das RD-119 (von russisch Реактивный двигатель, „Reaktiwnyj Dwigatel“, deutsch Raketentriebwerk, GRAU-Index 8D710) war ein sowjetisches Oberstufentriebwerk für Flüssigkeitsraketen.

## Entwicklung und Einsatz
Das RD-119 wurde vom sowjetischen Chefkonstrukteur für Raketenmotoren Walentin Gluschko im Zeitraum zwischen 1958 und 1963 am Leningrader Gasdynamischen Laboratorium auf Basis des RD-109 entwickelt. Es diente in der Kosmos-2-Rakete als Antrieb für die zweite Raketenstufe und ist auf den Betrieb im luftleeren Raum optimiert. Der Erstflug erfolgte im Frühjahr 1962 und es wurde bis 1977 eingesetzt.

## Technik
Das Einkammertriebwerk RD-119 wurde mit UDMH und flüssigem Sauerstoff (LOX) betrieben. Charakteristisch für das Triebwerk war das ungewöhnlich große Entspannungsverhältnis von 1350 zu 1 und der hohe spezifische Impuls. Es beinhaltete drei Paare von Steuerdüsen zur Bahnregelung der Rakete.

## Technische Daten
|                                    | RD-119     |
| ---------------------------------- | ---------- |
| Mischungsverhältnis Kerosin/LOX    | 1,5        |
| Gesamthöhe                         | 2,17 m     |
| Durchmesser                        | 1,02 m     |
| Trockenmasse                       | 168 kg     |
| Masse/Schub-Verhältnis (Vakuum)    | 63,8       |
| Treibstoffdurchsatz                | 32 kg/s    |
| Brennkammerdurchmesser             | 210 mm     |
| Düsenhalsdurchmesser               | 93 mm      |
| Brennkammerdruck                   | 79 Bar     |
| Vakuumschub                        | 105 kN     |
| Spezifischer Impuls (Boden/Vakuum) | 3450 Ns/kg |
| Entspannungsverhältnis             | 1350:1     |